# Bellucia grossularioides
Espèce
Statut de conservation UICN

 LC  : Préoccupation mineure
Synonymes
- Apatitia blakeoides Desv.
- Bellucia aubletii Naudin
- Bellucia brasiliensis Naudin
- Bellucia circumscissa Spruce ex Cogn.
- Bellucia hostmannii Naudin
- Bellucia macrophylla (D. Don) Triana
- Bellucia multiflora H. Karst.
- Bellucia nervosa Raf.
- Bellucia quinquenervia (Aubl.) H. Karst.
- Bellucia superba Naudin
- Blakea macrophylla D. Don
- Blakea quinquenervia Aubl.
- Blakea triplinervia L. f.
- Melastoma grossularioides L. - basionyme
- Webera quinquenervia (Aubl.) C.C. Gmel.[1]

Bellucia grossularioides est une espèce de plantes à fleurs de la famille des Melastomataceae et du genre Bellucia. C'est un arbre pionnier héliophile présent du sud du Mexique au nord du Brésil en passant notamment par la Colombie, le Venezuela et les Guyanes. Ses fruits sont comestibles.

## Noms vernaculaires
Il porte divers noms en Guyane : Corme, Mélier, Mélier à grandes fleurs, Néflier, Mêle, Bois mèle [bwa-mèl], Mésoupou, Bois messe [bwa-lanmès], Caca Henriette, Graine mèle en créole, Pɨsulu (Wayãpi), Asaki (Palikur) ou Mandapuça, Araça-de-anta, Goiaba-de-anta, Muuba (Portugais du Brésil).
Au Guyana, on le désigne sous les noms de Big jiggernet, Chiconit, Chiganet (d'après "jigger" ou "chigger", noms locaux de la puce-chique, en raison de ses petites graines brunes rappelant ses œufs), ou Mess apple (Créole), Itara, Sakwa sepere (Arawak), Asakali, Asakari (Carib), Sikararia (Warao), et au Suriname, on l'appelle mespelboom, nispa.
On le nomme aussi nèfle du Mexique aux Antilles françaises (Guadeloupe, Martinique).
En espagnol, on l'appelle Carare, Guayaba de danta, Manzana de corona, Ojo de venado au Venezuela, et Siete-cuero en Colombie.

## Description
Commun en forêt secondaire récente et ancienne (en Guyane), cet arbre petit à moyen, de 3 à 10 mètres de haut (jusqu'à 30 mètres en Guyane).
Il porte des feuilles simples opposées, coriaces, glabres, vert brillant dessus et pâle dessous. Les pétioles mesurent de 10 à 6 cm de long. Le limbe elliptique à largement ovale, mesure de 15 à 35 x 10 à 20 cm, et est parcouru par trois nervures principales caractéristiques. la base obtuse à arrondie, l'apex peu acuminé, les marges entières ou dentelées chez les jeunes feuilles.
Ses inflorescences sont des cymes courtes, généralement à 2 fleurs, portées par un pédicelle long de 10-24 millimètres, et apparaissent à même les grosses branches (cauliflorie). Les fleurs, à cœur jaune et aux pétales blancs à extrémité rosée, sont généralement (6)7-8(9)-mères, avec un hypanthium long de 8-10 millimètres. Les pétales blancs et glabres mesurent (20)22-24 millimètres de long. Les anthères sont longues de 5-6 millimètres. L'ovaire comporte (12)13-14(15) loges. Le stigmate mesure 2,5-4 millimètres de diamètre.
Le fruit est une baie globuleuse tronquée au sommet (marques des restes du calice), mesurant 2 à 4,5 cm de diamètre, blancs devenant jaune pâle à maturité, contient une pulpe blanche, molle et fondante garnie de nombreuses petites graines,.
Son bois parfait (à peine différencié de l’aubier), à grain moyen, est beige-brun clair, mi-dur, léger à mi-lourd (0,55-0,75 g/cm3).

## Écologie
Il fleurit en juin, et fructifie de juin à août. On le trouve communément dans la végétation secondaire, le long des routes et des sentiers plus larges. Les fruits sont mangés et dispersés par les animaux.

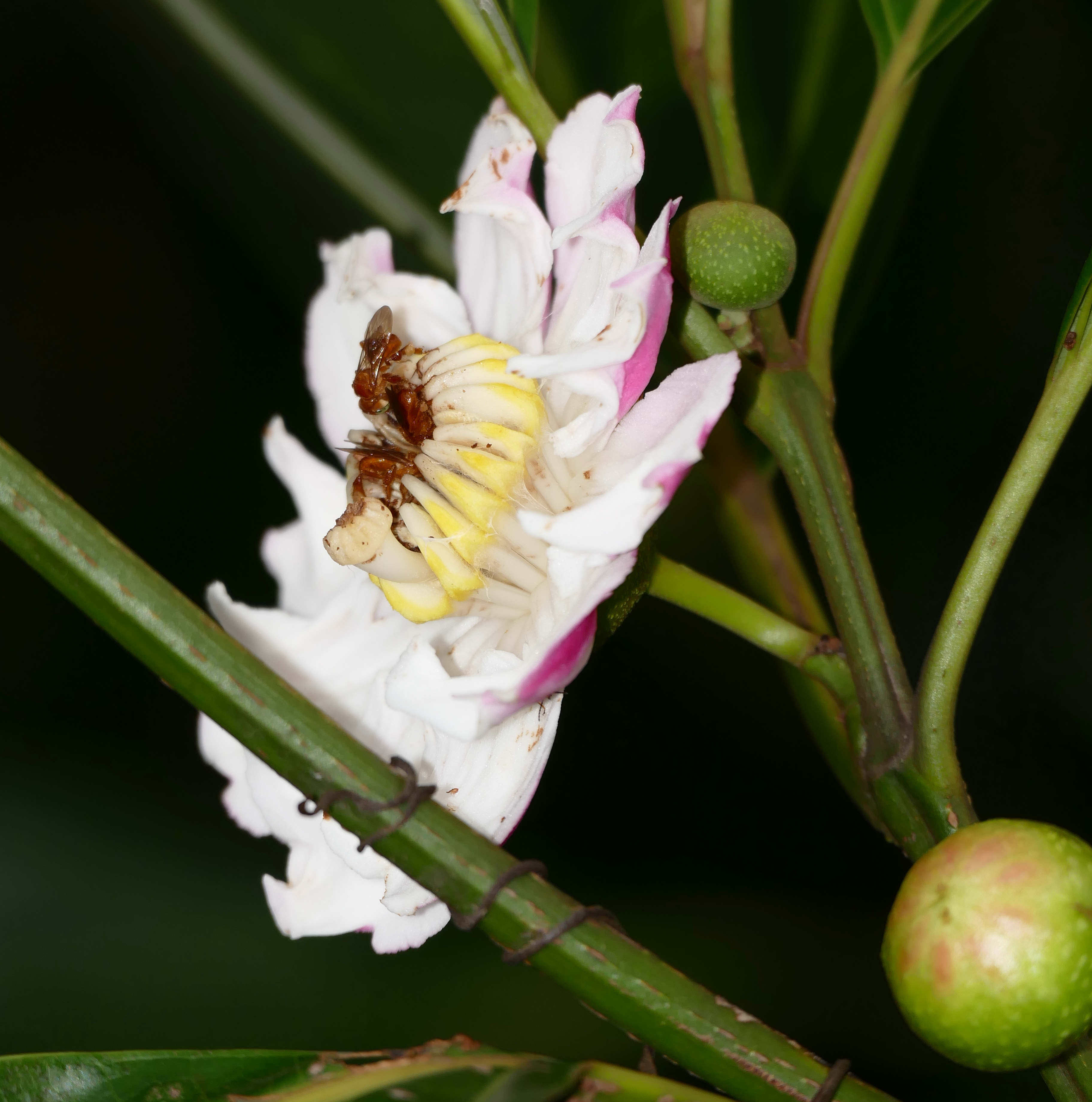
Fleur et bouton de Bellucia grossularioides.
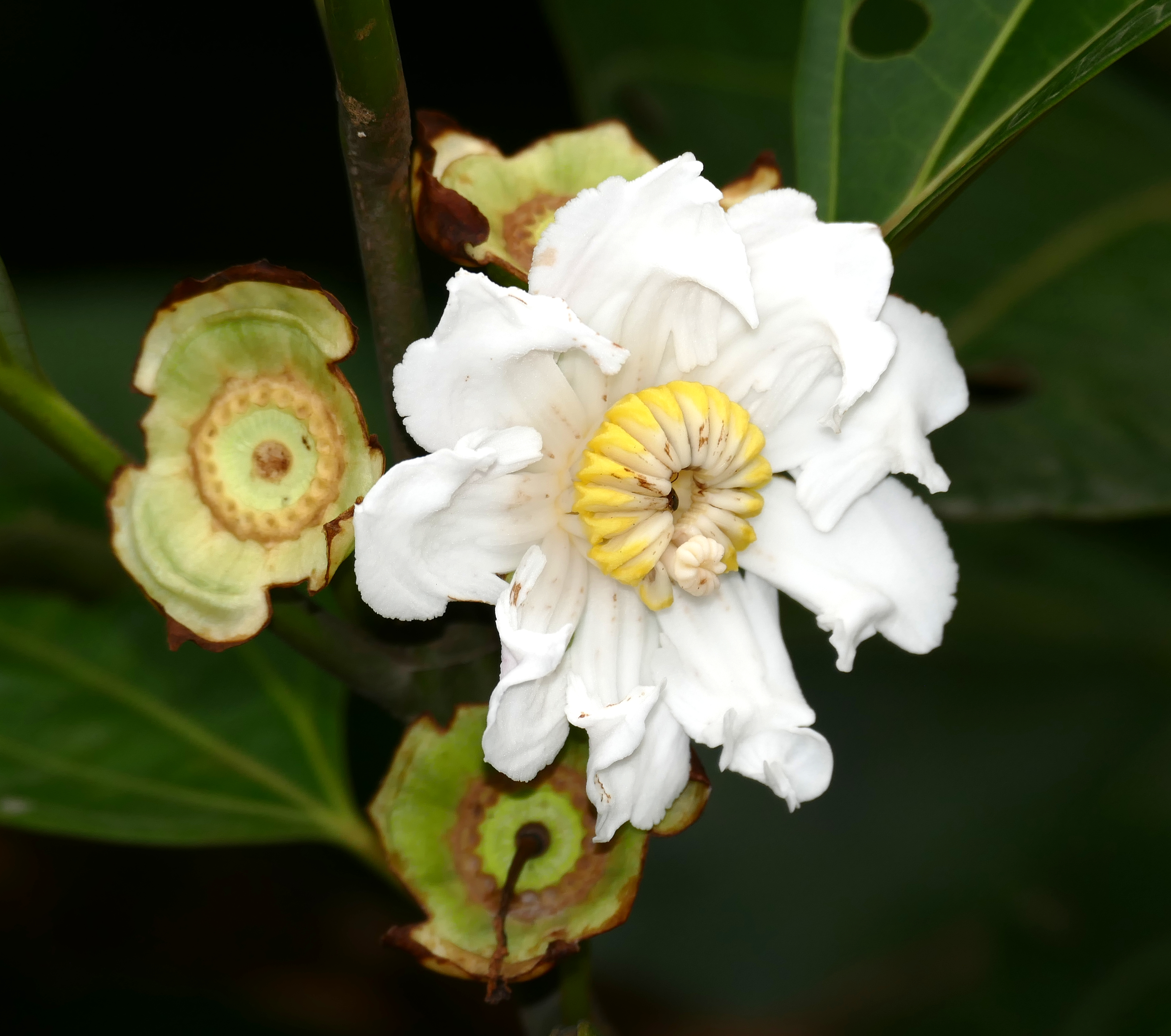
Fleur et jeunes fruits de Bellucia grossularioides

## Utilisation
Le fruit de saveur douce agréable peut être consommé frais, ou sous forme de compote ou de confiture. Il est parfois planté en vergers pour ces fruits, comme dans la région du mont Terminus (rivière Barima (en), Guyana), sans pour autant faire l'objet d'un commerce.
Ses fruits appréciés des tortues terrestres, servent d'appât : on cherche les tortues autour des arbres à l'époque où les fructifications sont abondantes.
Ses feuilles servent à soigner les furoncles chez les Wayãpis, et sont utilisées dans pour le dressage des chiens de chasse chez les Palikurs. On l'emploie comme fongicide chez les Caboclos du bas Tapajós et pour guérir les foulures chez les Barasana d'Amazonie colombienne. Les fruits sont réputés avoir des propriétés contre les vers intestinaux, et l'écorce interne macérée dans le rhum sert à masser le corps en cas de pertes vaginales excessives. L'écorce interne renferme un latex rouge collant employée comme colorant rouge orangé chez les Wayãpis et les Kali'nas.
L'écorce externe est pelée, la couche interne est grattée avec un couteau et les fibres de l'écorce sont frottées sur les objets en bois (pagaies, calebasses, arcs, cordes), leur donnant un aspect verni imperméable,.
Cette plante est aussi utilisée en bain de vapeur pour ses vertus astringente afin de raffermir le vagin chez les populations Businenge du Suriname.
Anecdotiquement, le bois est utilisé localement comme bois de chauffage.

## Histoire naturelle
En 1775, le botaniste Aublet rapporte ceci : 
```
« 
BLAKEA (quinque-nervia)
 
foliis ovato-oblongis, acuminatis, quinque-nerviis. ( Tabula 210.)

Arbor mediocris, trunco ſeptem aut octo-pedali, in ſummitate ramoſo ; ramis & ramulis oppoſitis, nodoſis, tubuloſis, hinc & indè ſparſis. Folia oppoſita, ovata, acuta, ampla, integerrima, glabra, ſubquinque-nervia, petiolata. Flores axillares, ſolitarii vel bini, in Singulis axillis foliorum, pedunculo oblongo, ad baſim articulato ſuffulti, articulo maiginato.

Florebat, fructumque ferebat Maio. 

Habitat in ſylvis Guianae, praecipuè Aroura.
 

Fructus nomen Gallicum MÊLE ou CORME.

LE MELIER à grande fleur.

Cette eſpèce de Blakea eſt un arbre de moyenne grandeur. Son tronc s'élève a dix ou douze pieds, ſur ſept à huit pouces de diamètre. Son écorce eſt liſſe ; ſon Bois récent eſt dur, blanc, & devient rouſſâtre en ſe deſſéchant. Les branches qui terminent le tronc ſont longues, flexibles & en petit nombre ; elles ſe diviſent en rameaux noueux, creux, qui naiſſent de l'aiſſelle d'une feuille ; ils ſont arrondis ſur deux faces oppoſées, & marqués d'un ſillon ſur les deux autres ; ces ſillons s'étendent d'un nœud à l'autre, en commençant au deſſus du milieu de la baſe d'une feuille, pour ſe terminer dans l'eſpace qu'il y a entre la naiſſance de deux feuilles ſupérieures qui eſt toujours marquée d'une ligne. 
Les feuilles ſont deux à deux, oppoſées & en croix ; elles ſont liſſes, ſèches, vertes, en deſſus, pâles en deſſous, ovales, longues de neuf pouces, larges de quatre pouces & plus, & terminées en pointe. Leur pédicule a de longueur un pouce & plus ; il eſt arrondi en deſſous, & creuſé en deſſus. Les feuilles ſont traverſées dans toute leur longueur par une côte ſaillante en deſſous, qui donne naiſſance à quatre nervures courbes, longitudinales, dont les deux inférieures s'étendent ſur le bord de la feuille, & les deux ſupérieures vont ſe perdre vers la pointe. 
Les fleurs naiſſent à l'aiſſelle des feuilles, ſolitaires, & quelquefois deux enſemble, portées chacune ſur un pédoncule d'environ un pouce & long, qui s'élève ſur un petit corps charnu, épais, diſtingué par une ligne en forme de bourlet ; à ſa baſe ce corps eſt entouré d'une membrane. 
Le calice eſt charnu, épais, évaſé à ſon ſommet, diviſé profondément en quatre ou cinq parties larges, arrondies, membraneuſes, concaves & ridées, de couleur rouſſâtre, qui ſe ſéparent & tombent dans la maturité du fruit. 
La corolle eſt à huit ou neuf pétales, attachés à la paroi interne du calice, au deſſous de ſes diviſions ; ils ſont d'une forme irrégulière, arrondis, & frangés à leur ſommet, échancrés d'un côté vers le bas, étroits, & charnus à leur baſe, couleur de roſe en deſſus, blancs en deſſous. 
Les étamines ſont placées au deſſous de l’inſertion des pétales, & rangées près à près, en formant une couronne dans le fond de la fleur: elles ſont au nombre de ſeize ou de dix-huit. Leurs filets ſont courts, blancs charnus, un peu applatis, terminés dans le haut par un feuillet épais, courbé, jaune, qui porte au deſſous une anthère à deux loges. 
Le piſtil eſt un ovaire qui fait corps avec la partie poſtérieure du calice, un peu convexe en deſſus, ſurmonté d'un style blanc, cylindrique, charnu, long, courbé, & incliné d'un côté au deſſus des étamines, il eſt terminé par un stigmate renflé, évaſé, concave, & marqué de treize cannelures. 
L'ovaire, conjointement avec la partie poſtérieure du calice, devient une baie jaune, ſucculente, de la groſſeur d'une petite nèfle, couronnée par les portions du calice, ou étoient attachés les pétales & les étamines. Cette baie eſt à huit ou neuf loges, formées par des membranes minces, & remplies de semences très menues, enveloppées dans une ſubſtance molle & fondante. 
Les fleurs de cet arbre ſont agréables par leur couleur, leur nombre & leur odeur.
Les fruits ſont doux & bons à manger ; les Créoles les nomment indifféremment CORMES ou MÈLES. 
Cet arbre ſe trouve dans les forêts de la Guiane, ſous les grands arbres, & dans les lieux humides. 
Je l'ai obſervé en fleur & en fruit, dans le quartier d'
Aroura
, au mois de Mai. »
```